# Rumex schulzei
Rumex schulzei är en slideväxtart som beskrevs av Heinrich Carl Haussknecht. Rumex schulzei ingår i släktet skräppor, och familjen slideväxter. Inga underarter finns listade i Catalogue of Life.